# Onuphis pauli
Onuphis pauli är en ringmaskart som beskrevs av Annenkova 1952. Onuphis pauli ingår i släktet Onuphis och familjen Onuphidae. Inga underarter finns listade i Catalogue of Life.